# Valerius Olsson
Per Valerius Olsson, född 29 januari 1862 i Hossmo församling, Kalmar län, död 15 mars 1954 i Torslunda församling, Kalmar län, var en svensk regementspastor och riksdagspolitiker (för högern).
Som riksdagsman var Olsson ledamot av första kammaren 1912–1917 och tillhörde andra kammaren från 1922, invald i Kalmar läns valkrets.